# Martin Agricola
Martin Agricola, hay còn gọi là Martinus Agricola, Martin Soore, Martin Sore, Martin Sohr (1486-1556) là nhà soạn nhạc và nhà lý luận âm nhạc người Đức thuộc thời kỳ âm nhạc Phục hưng. Ông hầu như dành cả cuộc đời mình cho vùng đất Magdeburg.